# William Blake
William Blake, angleški pesnik, slikar in mistik, * 28. november 1757, London, † 12. avgust 1827, London.

## Zgodnje življenje
Rodil se je na Board Street 28A (danes Broadwick Street), kot tretji od sedmih otrok. Imel je še pet bratov in eno sestro. Njegova družina je bila verna, tako da je Sveto pismo zelo vplivalo na njegovo nadaljnjo življenje in ustvarjanje. Denar je začel služit kot vajenec pri bakrorezcu. Pozneje se je izučil risanja v Londonu, humanistično se je izobrazil v glavnem sam.

## Dela
- Prvo pesniško zbirko Poetical Sketches (Pesniške skice) je izdal leta 1783. Kasneje je knjige tiskal sam, s postopkom imenovanim okrasni tisk (illuminated printing)

- Leta 1789 je napisal pesniško zbirko Songs of Innocence (Spevi nedolžnosti)

- Leta 1794 je napisal pesniško zbirko Songs of Experience (Spevi izkušenj)

- 1790–1793 je napisal pesnitev The Marriage of Heaven and Hell (Poroka nebes in pekla (COBISS))

- Leta 1793 je napisal knjigo America, A Prophecy (Amerika, Prerokovanje)

- Leta 1794 je napisal knjigo Europe, the Prophecy (Evropa, Prerokovanje)

- Ilustracija knjige Paradise Lost (Izgubljeni raj)

- Ilustracija pesnitve The Grave (Grob)

## Vpliv
S svojimi deli in s svojim življenjem je vplival na prerafaelite in ekspresioniste.